# Antiblemma orbiculata
Antiblemma orbiculata là một loài bướm đêm trong họ Erebidae.